# 3.º Tony Awards
O 3° Tony Awards foi realizado em 24 de abril de 1949 em Nova Iorque, tendo sido transmitido via rádio pelo país naquela data. Os mestres de cerimônia foram Brock Pemberton e James Sauter.

## Cerimônia
O medalhão de prata do Tony, desenhando por Herman Rosse, foi presenteado pela primeira vez; a cara do medalhão tinha as máscaras da tragédia e da comédia, tendo a coroa uma imagem de Antoinette Perry.
Apresentadores: Yvonne Adair, Anne Renee Anderson, Carol Channing, Alfred Drake, Bill Eythe, Nanette Fabray, Jane Froman, Lisa Kirk, Mary McCarty, Lucy Monroe, Gene Nelson, Lanny Ross, Lee Stacy, Lawrence Tibbett, Betty Jane Watson e Paul Winchell.

## Prêmios
Note: nomeados não eram anunciados

### Produção
| Prêmio                                       | Vencedor                                                                        |
| -------------------------------------------- | ------------------------------------------------------------------------------- |
| Melhor Peça                                  | Death of a Salesman por Arthur Miller                                           |
| Melhor Musical                               | Kiss Me Kate Música e letras por Cole Porter, libreto de Bella e Samuel Spewack |
| Tony Award de Melhor Autor de Peça de Teatro | Arthur Miller, Death of a Salesman                                              |
| Tony Award de Melhor Autor de Musical        | Bella Spewack e Samuel Spewack, Kiss Me Kate                                    |
| Tony Award de Produtores (Peça)              | Kermit Bloomgarden eWalter Fried, Death of a Salesman                           |
| Tony Award de Produtores (Musical)           | Saint Subber e Lemuel Ayers, Kiss Me Kate                                       |

### Apresentações
| Prêmio                                                   | Vencedor                                |
| -------------------------------------------------------- | --------------------------------------- |
| Tony Award de Melhor Ator em Peça de Teatro              | Rex Harrison, Anne of the Thousand Days |
| Tony Award de Melhor Atriz em Peça de Teatro             | Martita Hunt, The Madwoman of Chaillot  |
| Tony Award de Melhor Ator em Musical                     | Ray Bolger, Where's Charley?            |
| Tony Award de Melhor Atriz em Musical                    | Nanette Fabray, Love Life               |
| Tony Award de Melhor Ator Coadjuvante em Peça de Teatro  | Arthur Kennedy, Death of a Salesman     |
| Tony Award de Melhor Atriz Coadjuvante em Peça de Teatro | Shirley Booth, Goodbye, My Fancy        |

### Apoio
| Prêmio                                             | Vencedor                                                                                                 |
| -------------------------------------------------- | --- |
| Tony Award de Melhor Diretor de Musical            | Elia Kazan, Death of a Salesman                                                                          |
| Tony Award de Melhor Letrista e Compositor         | Cole Porter, Kiss Me Kate                                                                                |
| Tony Award de Melhor Coreografia em Musical        | Gower Champion, Lend an Ear                                                                              |
| Tony Award de Melhor Vestuário de Musical          | Lemuel Ayers, Kiss Me Kate                                                                               |
| Tony Award de Melhor Cenário de Musical            | Jo Mielziner, Sleepy Hollow/Summer and Smoke/Anne of the Thousand Days/Death of a Salesman/South Pacific |
| Tony Award de Melhor Condutor e Diretor de Musical | Max Meth, As the Girls Go                                                                                |